# Aziz Ibragimov
Aziz Ibragimov (Guzor, RSS de Uzbekistán; 21 de julio de 1986) es un futbolista de Uzbekistán que juega en la posición de defensa, su último club fue el FK Turon Yaypan de la Liga de fútbol de Uzbekistán.

## Carrera

### Club
| Periodo   | Club                       | Apariciones | Goles |
| --------- | -------------------------- | ----------- | ----- |
| 2004–2005 | Traktor Tashkent           | 16          | 0     |
| 2005      | Shurtan Guzar              | 11          | 0     |
| 2006      | Mash'al Mubarek            | 10          | 2     |
| 2007–2008 | SK Slovan Bratislava       | 29          | 5     |
| 2008–2011 | Bohemians 1905             | 45          | 2     |
| 2011–2012 | Qingdao Jonoon             | 39          | 4     |
| 2013      | FK Baník Most              | 9           | 3     |
| 2013      | SK Dynamo České Budějovice | 4           | 0     |
| 2013–2014 | FK Bohemians Praga         | 16          | 2     |
| 2014      | FK Andijan                 | 12          | 3     |
| 2015      | Dinamo Samarcanda          | 14          | 4     |
| 2015–2017 | FK Buxoro                  | 43          | 16    |
| 2017      | Machine Sazi FC            | 9           | 0     |
| 2017      | FK Spartaks Jūrmala        | 11          | 1     |
| 2018      | FK Buxoro                  | 29          | 2     |
| 2019      | Navbahor Namangan          | 16          | 3     |
| 2020      | Surkhon Termez             | 8           | 1     |
| 2020–2022 | FK Buxoro                  | 6           | 1     |
| 2022–2023 | FK Turon Yaypan            | 7           | 0     |

### Selección nacional
Jugó para Uzbekistán en 17 ocasiones de 2007 a 2011 y anotó tres goles; participó en dos ediciones de la Copa Asiática.

## Estadísticas

### Goles con selección nacional
| #  | Fecha     | Sede                  | Rival    | Resultado | Torneo                                               |
| -- | --------- | --------------------- | -------- | --------- | ---------------------------------------------------- |
| 1. | 2-7-2007  | Paju, Corea del Sur   | Irak     | 2–0       | Amistoso                                             |
| 2. | 14-7-2007 | Kuala Lumpur, Malasia | Malasia  | 5–0       | Copa Asiática 2007                                   |
| 3. | 2-6-2008  | Kallang, Singapur     | Singapur | 7–3       | Clasificación para la Copa Mundial de Fútbol de 2010 |